# Jean-Emmanuel Le Coulteux de Canteleu
El conde Jean H. Emmanuel Comie Le Coulteux de Canteleu (18 de junio de 1827-22 de enero de 1910) fue un escritor y criador de perros francés. Con Louis Lane creó la raza de perro de caza "Basset artésien normand".

## Biografía
Fue capitán de caballería en el ejército francés. Es conocido por su libro sobre las sociedades secretas y sus opiniones antimasónicas así que por su libro sobre las razas de perros de caza y la caza de Montería, Manuel de vénerie française, que es considerado como un libro de referencia.

## Teorías
Señaló enlaces entre la masonería y la Revolución francesa.